# Erik af Sotberg
Erik Sotberg. efter adlandet af Sotberg, född den 26 maj 1724 i Vadstena, död den 30 december 1781 i Stockholm, var en svensk språkforskare.
Sotberg blev 1744 student vid Uppsala universitet och 1755 filosofie magister med första hedersrummet. Redan 1752 hade han av Ihre, vars främste lärjunge han var, blivit anmodad att biträda vid samlingarna till dennes "Glossarium suiogothicum" och företog även, på uppmaning av denne sin gynnare, en högst omsorgsfull granskning av den så kallade "Codex argenteus", vilket ledde till utgivning av en förbättrad upplaga av Wulfilas gotiska bibelöversättning, "Ulphilas illustratus" (1752–1755). År 1758 blev Sotberg docent i litteraturhistoria och 1761 lektor i Karlskrona. Han företog 1763 en resa till Tyskland, Schweiz, Frankrike och England och var 1765–1775 prinsessan Sofia Albertinas lärare. Han erhöll 1768 titeln lagman, 1772 adlig värdighet och 1778 titeln kansliråd. Från 1773 var han Vitterhetsakademiens sekreterare.
Liksom åt gotiska språket ägnade Sotberg noggranna forskningar åt isländskan, i det han verkställde en granskning av Uppsala universitetsbiblioteks pergamentskodex av den prosaiska Eddan, och åt modersmålet. Hans Anmärkningar öfver svenska språket (1773, i Vitterhetsakademiens handlingar 1776) utgör det till tiden andra försöket till en svensk språkhistoria (det första är Ihres "De mutationibus Lingvæ Sveo Gothicæ", 1742-43). Jämte dessa arbeten utgav han Om Romarbrefvet på mæsogothiska (1759), Begängelseact, då Dalin och Klingenstierna lades i hög tilsamman på Lofön (1769), Tal öfver Berch (1778), en översättning av Voltaires "Zayre" (1774) med mera.
Erik Sotberg var son till handelsmannen i Vadstena Gustaf Sotberg som var rådman, och Christina Göthe, samt sonson till kaptenen Erik Soth. Erik af Sothberg var ogift och slöt själv sin adliga ätt.